# Soroczynsk
Soroczynsk (ros. Сорочинск) – miasto w południowej Rosji, w pobliżu granicy między Europą a Azją, na terenie obwodu orenburskiego.
Soroczynsk leży na terenie rejonu soroczynskiego, którego ośrodek administracyjny stanowi.
Miejscowość leży na lewym brzegu rzeki Samara (dopływ Wołgi) i liczy 29577 mieszkańców (1 stycznia 2005 r.).
Miasto zostało założone w 1737 r., prawa miejskie od roku 1945.